# Ove Krak
 Der er for få eller ingen kildehenvisninger i denne artikel, hvilket er et problem. Du kan hjælpe ved at angive troværdige kilder til de påstande, som fremføres i artiklen.

Ove Holger Krak (18. december 1862 i København – 17. april 1923 smst) var en dansk læge. Han overtog udgivelsen af Kraks Vejviser i 1898 efter sin far og påbegyndte i 1910 udgivelsen af Kraks Blå Bog med Hjalmar Gammelgaard som medarbejder.
Han var søn af grundlæggeren Thorvald Krak, og med ham uddøde slægten. Kraks Fond (dengang Kraks Legat) blev oprettet efter Ove Kraks testamente.
Kraks beskedenhed gjorde, at han ikke lod sig selv optræde i Kraks Blå Bog i de første årgange, men senere blev det for påfaldende, at redaktøren ikke selv optrådte i bogen, hvorfor han alligevel lod en lille selvbiografi optage i bogen.